# نعمت سادات

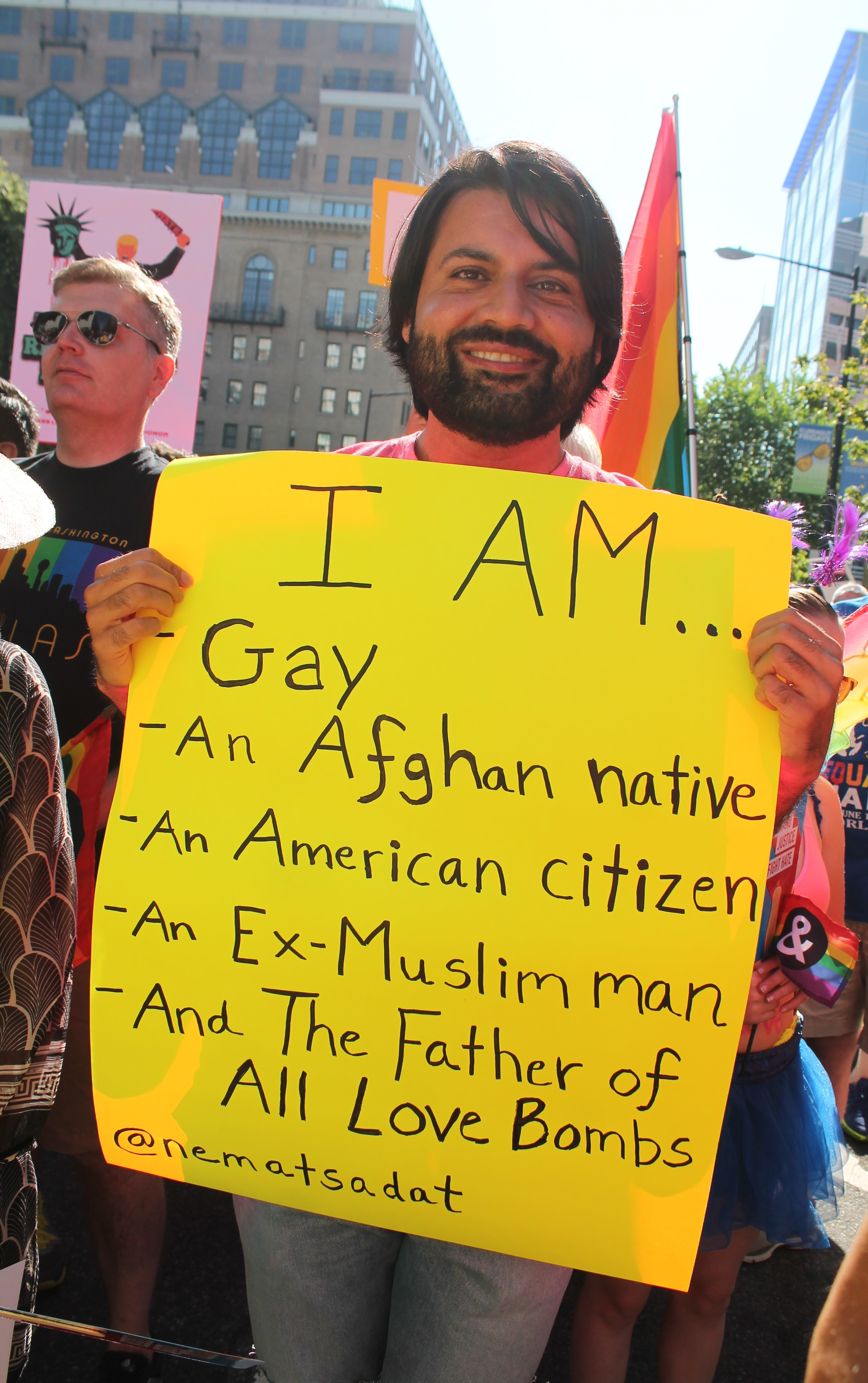
نعمت السادات في مسيرة الفخر الوطني (المعروفة أيضًا باسم مسيرة المساواة من أجل الوحدة والفخر) في واشنطن العاصمة (11 يونيو 2017). الصورة بواسطة Elvert Barnes / CC-BY-SA-2.0.

نعمت سادات (بالفارسية: نعمت سادات) هو صحفي أفغاني أمريكي وروائي وناشط في مجال حقوق الإنسان وأستاذ سابق للعلوم السياسية في الجامعة الأمريكية بأفغانستان معروف بروايته الأولى The Carpet Weaver وحملته من أجل حقوق LGBTQIA+ ، لا سيما في سياق المواقف الإسلامية المجتمعية والثقافية تجاه المثلية الجنسية في العالم الإسلامي. سادات هو واحد من أوائل الأفغان الذين أفصحوا علنًا عن أنفسهم كمثليين والذين قاموا بحملة من أجل حقوق مجتمع الميم، وحرية النوع الاجتماعي، والحرية الجنسية في أفغانستان.
حصل سادات على درجات علمية من جامعة ولاية كاليفورنيا، فوليرتون، وجامعة كاليفورنيا (إرفاين)، ومدرسة هارفارد الإرشادية، وجامعة كولومبيا وجامعة أكسفورد.

## النشاط
في عام 2012، بعد أن حصل على منصب أستاذ مساعد في العلوم السياسية في الجامعة الأمريكية بأفغانستان، عاد سادات إلى كابول. أثناء عمله في الجامعة، استخدم وسائل التواصل الاجتماعي لتعبئة حركة سرية لحملة علنية من أجل حقوق مجتمع الميم في أفغانستان.
في يوليو 2013، لفت سادات انتباه الحكومة الأفغانية بتوعيته للجمهور، حيث زعمت أن أنشطته تقوض الإسلام في البلاد واعتبرته تهديدًا للأمن القومي. تم طرد السادات من منصبه في الجامعة الأمريكية بأفغانستان وغادر أفغانستان، حيث استقر في مدينة نيويورك.
في أغسطس 2013، أعلن نعمت سادات علنًا عن ميوله الجنسية، ليصبح أول مواطن أفغاني يُطلق يعلن نفسه مثلي الجنس. وبحسب نعمت، فقد تلقى عدة تهديدات بالقتل من بينها فتوى صدرت ضده من قبل ملالي أفغانستان بسبب ذلك. في أكتوبر من نفس العام، واجه سادات موجة ثانية من العداء على نطاق واسع في وسائل الإعلام الأفغانية. وتعليقًا على نشاطه تجاه مجتمع الميم قال سادات في مقابلة مع صحيفة الغارديان في نوفمبر 2013: إنني أقدم تضحية، لكنني أريد أن ينظر إليّ الشباب الأفغاني ويرون أن هناك أشخاصًا أفغان ومسلمين ومثليين. وسوف يمنحهم الأمل.
في يونيو 2016، بعد إطلاق النار على الهجوم على نادي ليلي في أورلاندو، أعرب نعمت سادات عن وجهة نظره كمسلم سابق مثلي الجنس مقيم في الولايات المتحدة واجه محنة بسبب حياته الجنسية وخلفيته. لقد شارك في بالعديد من العروض التلفزيونية، بما في ذلك إجراء مقابلات مع كريستين أمان بور من سي إن إن، وأمارا ووكر، ودون ليمون، وكذلك إن بي سي نيوز.  
في عام 2016 أيضًا، شارك سادات في ميزة الأخبار الموسعة التي تبثها هيئة الإذاعة البريطانية حول مجتمع LGBTQIA+ في أفغانستان، بالإضافة إلى مشاركته في مناظرة في بي بي سي الباشتو حول الإسلام والمثلية الجنسية.
شارك سادات في مسيرة مسيرة الفخر الوطني في عام 2017 في واشنطن العاصمة، وظهر على غلاف صحيفة واشنطن بليد وأجرى مقابلة مع الإذاعة الوطنية العامة.
بعد انهيار الحكومة الأفغانية في أغسطس 2021 على يد طالبان عقب سقوط كابول، حذر سادات من التهديد المباشر الذي يواجهه الرجال المثليون في ظل حكم طالبان. كما ناشد المجتمع الدولي الإسراع بإجلاء المدنيين المعرضين للخطر وشبّه طالبان بالنازيين.

## الصحافة
نشر سادات مقالات وأبحاثًا في العديد من المنشورات، بما في ذلك مجلة جورج تاون للشؤون الدولية ومجلة آوت. قبل قبوله المنصب في الجامعة الأمريكية في أفغانستان، أنتج أيضًا محتوى لـإيه بي سي نيوز نايتلاين وفريد زكريا جي بي إس على سي إن إن ووقائع الأمم المتحدة.

## النشر
نشرت بنغون رندم هاوس الهند أول كتاب لسادات بعنوان The Carpet Weaver، في عام 2019. تدور أحداث الكتاب في السبعينيات والثمانينيات من القرن الماضي في أفغانستان ويحكي قصة كانيشكا نورزادا، فتى أفغاني صغير يقع في حب ممنوع مع صديق طفولته الذكر، مايهان، على خلفية العصر الذهبي لأفغانستان والانتقال المضطرب إلى حرب أهلية.